# 三枝大地
三枝 大地（さえぐさ だいち、1980年3月7日 - ）は、日本のバレーボール指導者である。

## 来歴
兵庫県加西市出身。加西市立北条中学校でバレーボールを始める。
兵庫県立北条高等学校卒業後、一浪を経て一般入試で東海大学体育学部体育学科に進学。バレーボール部は推薦入学者のみ入部可能であったが、監督に頼み込んで入部を認められた。大学3年生でマネージャーに転向。
2003年に大学を卒業。運送会社に就職したが、入社年の夏に青年海外協力隊のバックアップとして2週間ニジェールでバレーボールの指導を行う。
2005年に退職し、青年海外協力隊隊員としてチリのバルディビアに赴任。アウストラル大学の監督として指導しながら、クラブチームを結成し選手として全国大会で優勝を経験。バレーボール協会の設立にも尽力した。2007年に帰国。
帰国後はスポーツインストラクターを経て、2010年より味の素ナショナルトレーニングセンターでJOCバレーボール専任コーチングディレクターとして勤務している。

## 人物・エピソード
- チリでの指導者時代、学生にトレーニングの重要性を示すために自ら1年間断酒しトレーニングを重ね、選手として全国大会でスパイク賞を獲得した[1]。
- 2022年から岩手県紫波郡紫波町在住[5]。

## 指導歴
出典
- アンダーカテゴリー日本女子代表
  - 2012年 - 女子U19アジア選手権 コーチ
  - 2013年 - 女子U20世界選手権 コーチ・女子U23世界選手権 コーチ
  - 2014年 - 女子U17アジア選手権 監督・女子U19アジア選手権 コーチ
  - 2015年 - 女子U18世界選手権 監督
  - 2017年 - 女子U17アジア選手権 監督・女子U18世界選手権 監督
  - 2018年 - 女子U17アジア選手権 監督
  - 2019年 - 女子U18世界選手権 監督・女子U19Cornacchia World Cup 監督
  - 2022年 - 女子U18アジア選手権 監督・女子U20アジア選手権 コーチ
  - 2023年 - 女子U16アジア選手権 監督・女子U19世界選手権 監督・女子U21世界選手権 コーチ
  - 2024年 - 女子U18アジア選手権 監督・女子U20アジア選手権 コーチ

## 著書
- 『指導者と選手が一緒に学べる!バレーボール練習メニュー200』池田書店、2024年6月13日。ISBN 4262166643。